# ウィ・フン
ウィ・フン（위훈、Wi Hun、1973年12月28日 - ）は大韓民国の男性声優。
2000年、KBS声優劇会28期で入社し、現在ではフリーランスとして活躍中。

## 出演作品
※太字は主役・メインキャラクター。

### 日本作品の吹き替え
- それいけ!アンパンマン
- モジャ公
- 勇者王ガオガイガー (猿頭寺耕助)
- コレクター・ユイ (富士 タカシ)
- ぶぶチャチャ (ニック)
- HUNTER×HUNTER (フィンクス)
- いちご100% (外村ヒロシ)
- Fate/stay night (葛木宗一郎)
- DEATH NOTE (リンド・L・テイラー)
- 家庭教師ヒットマンREBORN! (桔梗)
- DARKER THAN BLACK -黒の契約者- (魏志軍)
- アイカツ! (ジョニー別府)
- 名探偵コナン 江戸川コナン失踪事件 〜史上最悪の2日間〜

### アメリカ作品の吹き替え
- アバター 伝説の少年アン (ズーコ王子)
- シンドバッド 7つの海の伝説 (チョム)
- Oops!フェアリーペアレンツ (コズモ)※CHAMP TV版
- マダガスカル (コワルスキー)
- 塔の上のラプンツェル (フリン・ライダー/ユージーン・フィッツハーバード)
  - ラプンツェル あたらしい冒険 (ユージーン)
  - ラプンツェル ザ・シリーズ (ユージーン＜初代＞[1])
- インサイド・ヘッド (ビビリ)
- ファインディング・ドリー
- ライオン・ガード (ジャンジャ)
- カーズ/クロスロード (ダニー・シュワヴェッツ)
- 美女と野獣 (ガストン)
- ミラベルと魔法だらけの家 (フェリックス・マドリガル)